# 8640 Ritaschulz
8640 Ritaschulz eller 1986 VX5 är en asteroid i huvudbältet som upptäcktes den 6 november 1986 av den amerikanske astronomen Edward L.G. Bowell vid Anderson Mesa Station. Den är uppkallad efter den tyska astronomen Rita Schulz.
Asteroiden har en diameter på ungefär 4 kilometer.